# Robin the Frog
Robin the Frog is een Muppet-personage. Hij is het neefje van Kermit.
Robin kwam voor het eerst voor in het in 1971 op televisie uitgezonden sprookje The Frog Prince. In deze productie werd hij gespeeld door poppenspeler Jerry Nelson, die het personage ook daarna bleef spelen, onder andere in The Muppet Show en verscheidene Muppet-films. Tijdens het eerste seizoen van The Muppet Show zong hij het nummer Halfway Down the Stairs. In 2008 nam Matt Vogel de pop van Nelson over. Vogel speelde de rol van Robin tot 2017 waarna poppenspeler Peter Linz de rol overnam vanwege de overname Kermit door Vogel. 